# Five Star Final
Five Star Final is een Amerikaanse misdaadfilm uit 1931 onder regie van Mervyn LeRoy. De film werd destijds in Nederland uitgebracht onder de titel Een vrouw werd gekruisigd.

## Verhaal
Joseph Randall is de hoofdredacteur van een sensatieblad. Om meer exemplaren van zijn krant te verkopen rakelt hij een oude moordzaak op. De nooit veroordeelde verdachte is niet bestand tegen de nieuwe confrontatie. Ze pleegt samen met haar man zelfmoord. Die tragedie drijft hun dochter Jenny tot een onbezonnen daad.

## Rolverdeling
| Acteur             | Personage        |
| ------------------ | ---------------- |
| Edward G. Robinson | Randall          |
| Marian Marsh       | Jenny Townsend   |
| H.B. Warner        | Michael Townsend |
| Anthony Bushell    | Phillip Weeks    |
| George E. Stone    | Ziggie Feinstein |
| Frances Starr      | Nancy Townsend   |
| Ona Munson         | Kitty Carmody    |
| Boris Karloff      | Isopod           |
| Aline MacMahon     | Juffrouw Taylor  |
| Oscar Apfel        | Hinchecliffe     |
| Purnell Pratt      | French           |
| Robert Elliott     | Brannegan        |